# Rhyacichthys
Rhyacichthys är ett släkte av fiskar. Rhyacichthys ingår i familjen Rhyacichthyidae.
Kladogram enligt Catalogue of Life:
| Rhyacichthys | \| \| Rhyacichthys aspro \| \| \| \| \| \| Rhyacichthys guilberti \| \| \| \| |
|              | \| \| Rhyacichthys aspro \| \| \| \| \| \| Rhyacichthys guilberti \| \| \| \| |
|              | Protogobius                                                                   |
|              |                                                                               |
|              | Rhyacichthys aspro                                                            |
|              |                                                                               |
|              | Rhyacichthys guilberti                                                        |
|              |                                                                               |

|  | Rhyacichthys aspro     |
|  |                        |
|  | Rhyacichthys guilberti |
|  |                        |